# 高石自動車スクール

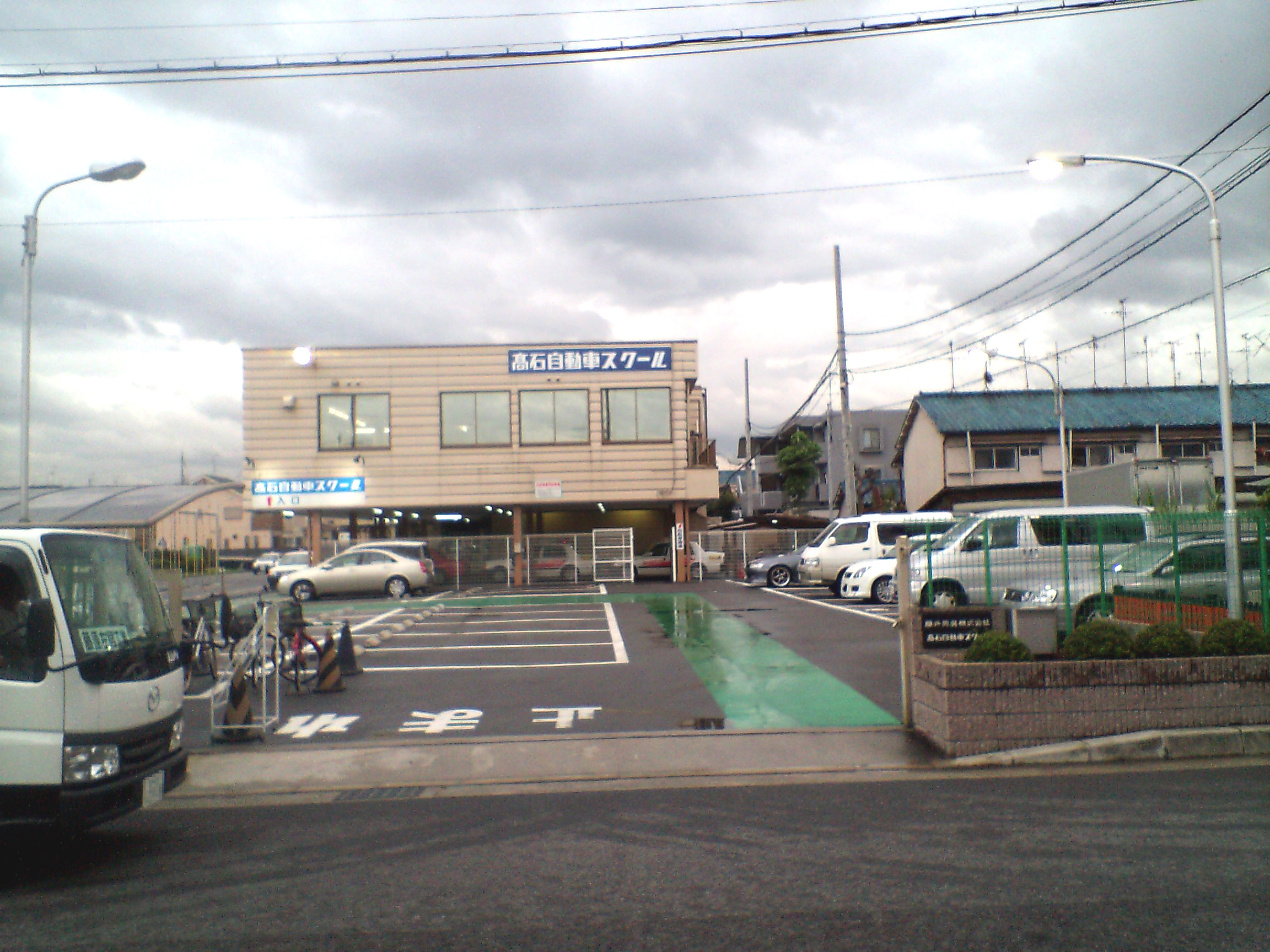

高石自動車スクール（たかいしじどうしゃスクール）は、藤井興発株式会社が運営する大阪府高石市にある大阪府公安委員会指定の自動車教習所。所内に高石ファミリー農園があり、そこで作られた野菜が卒業検定に合格された方などに振舞われることもある。

## 取得可能な免許
- 普通免許（AT限定含む）
- 準中型免許
- 中型免許
- 大型免許
- けん引免許
- 大特免許

それぞれの免許の詳細については運転免許の区分を参照すること。

## 実施講習
- 高齢者講習
- 企業講習
- ペーパードライバー教習

## その他の活動
- B.LEAGUEに所属するプロバスケットボールチーム 大阪エヴェッサのパートナー。
- FM OH!を中心に展開している飲酒運転防止プロジェクト「STOP! DRUNK DRIVING PROJECT」のパートナー。

## 所在地・アクセス
- 大阪府高石市綾園7-5-47
- 南海本線北助松駅から徒歩5分

## 沿革
- 1960年（昭和35年） - 大阪府公安委員会指定取得
- 2006年（平成18年）3月 - コース改変及び校舎外壁改築
- 2007年（平成19年）4月 - 自動二輪教習の廃止、校舎内部（受付等）改装
- 2007年（平成19年）5月 - 6月の免許制度改変に伴う新大型教習新設に対応するためコース改変
- 2007年（平成19年）7月 - 高石ファミリー農園開墾
- 2009年（平成21年）11月 - 無料ポイント送迎開始